# 红屋博物馆
红屋博物馆（Red Lodge Museum）是英格兰布里斯托尔的一座历史建筑博物馆。这栋建筑属于都铎/伊丽莎白时代风格，建于1579-1580年， 可能是由塞巴斯蒂亚诺·塞利奥设计。。后来在乔治王时代进行了扩建，在1730年左右进行了改建，在20世纪初期进行了重建，最终形成了现今的模样。如今，这栋建筑已经被列为英格兰一级登录建筑。
红屋是一个免费的博物馆，靠捐赠维持运营，由布里斯托尔市议会管理。
博物馆的开放时间为4月1日至12月31日的周六、周日、周一和周二，上午11点至下午4点。

## 历史

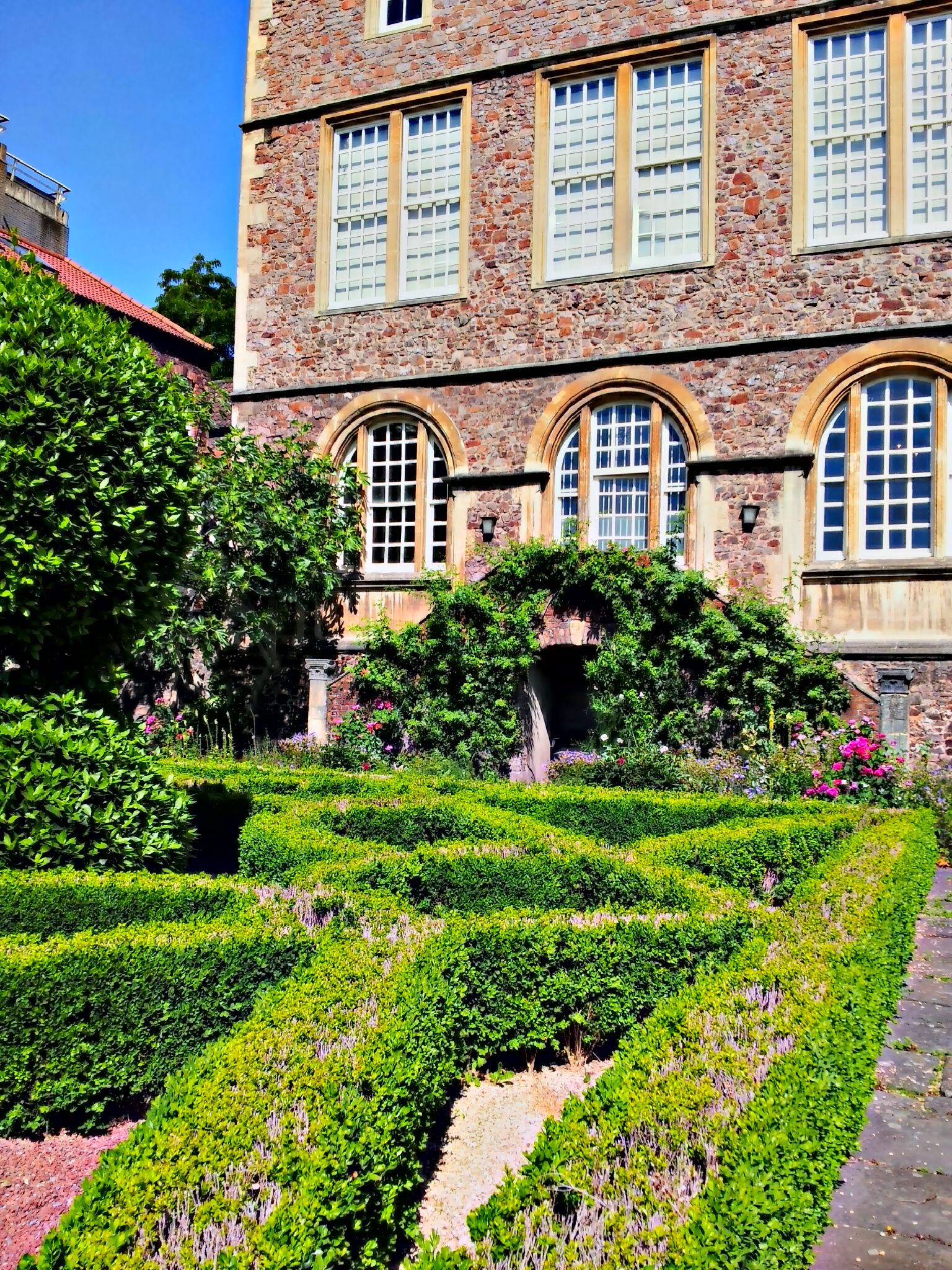

红屋的主人约翰·杨爵士出身商人家庭，是亨利八世和伊丽莎白一世的朝臣 。他在1568年建造了大宅。而红屋最初是用作杨府招待客人的客房以及花园和果园。
约翰·杨爵士于1589年去世，他的遗孀琼夫人(1533–1603)于1590年完成红屋。琼夫人来自一个古老的萨默塞特和德文家族，是牛津大学沃德姆学院创始人尼古拉斯·沃德姆的妹妹。1574年伊丽莎白一世访问布里斯托尔时，就住在杨府，并授予他骑士勋章，家族纹章刻在红屋大橡树厅的门廊入口上方。琼夫人精美的雕像位于附近的布里斯托尔座堂的西门。
他们的儿子罗伯特·杨继承了遗产。他很快耗尽了遗产，被迫将红屋传给同母异父的兄弟尼古拉斯·斯特朗威，以避免扣押。 到1595 年，建筑出租给各种租户，独立于大宅。 罗伯特最终把大宅出售给阿什顿庄园的休·斯米斯爵士。
1730年代，约翰和玛丽·亨利买下了红屋，开始在北侧进行大型扩建工程。完工之前，约翰·亨利去世，玛丽·亨利由于没有孩子，无法继承。约翰的遗嘱写道，玛丽有权每年在红屋住一个月。这意味着建筑物不能长期出租或出售给新业主。
亨利去世后，红屋出租给在布里斯托尔皇家医院行医的房客，包括写《人类物理史研究》的詹姆斯·考尔斯·普里查德，以及弗朗西斯·谢恩·鲍尔斯和理查德·史密斯，他们利用大橡树室作为解剖剧院。
1854年，拜伦夫人用拜伦勋爵的遗赠买下了这座建筑，并捐赠给热心的改革者玛丽·卡彭特，在此开办女子改革学校。。一直开办到1917年。卡彭特利用她教育长的地位，周游世界，研究穷人儿童的困境。

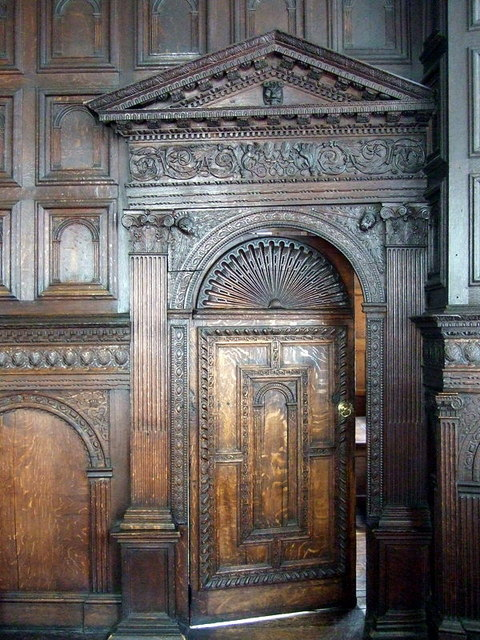
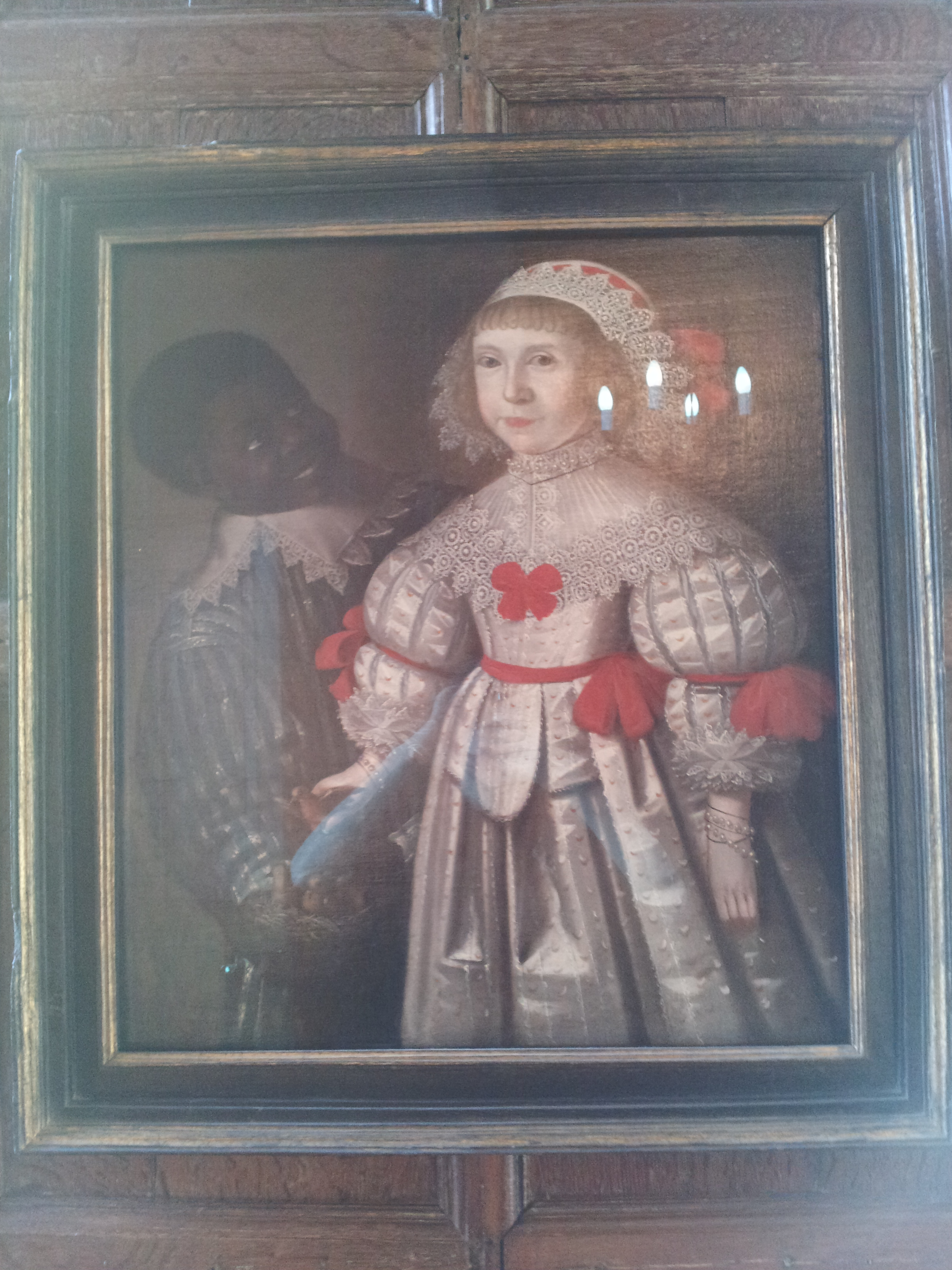
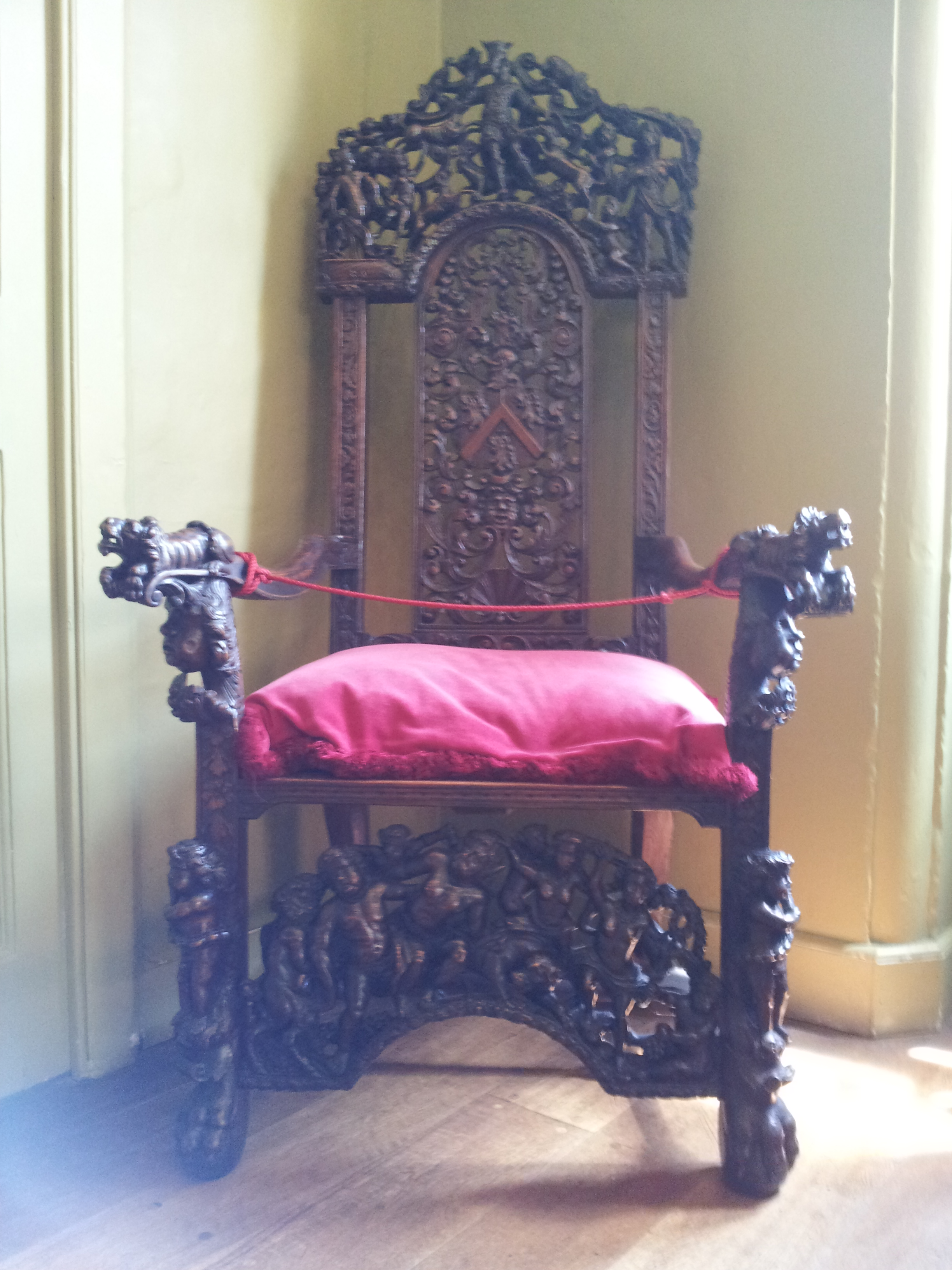
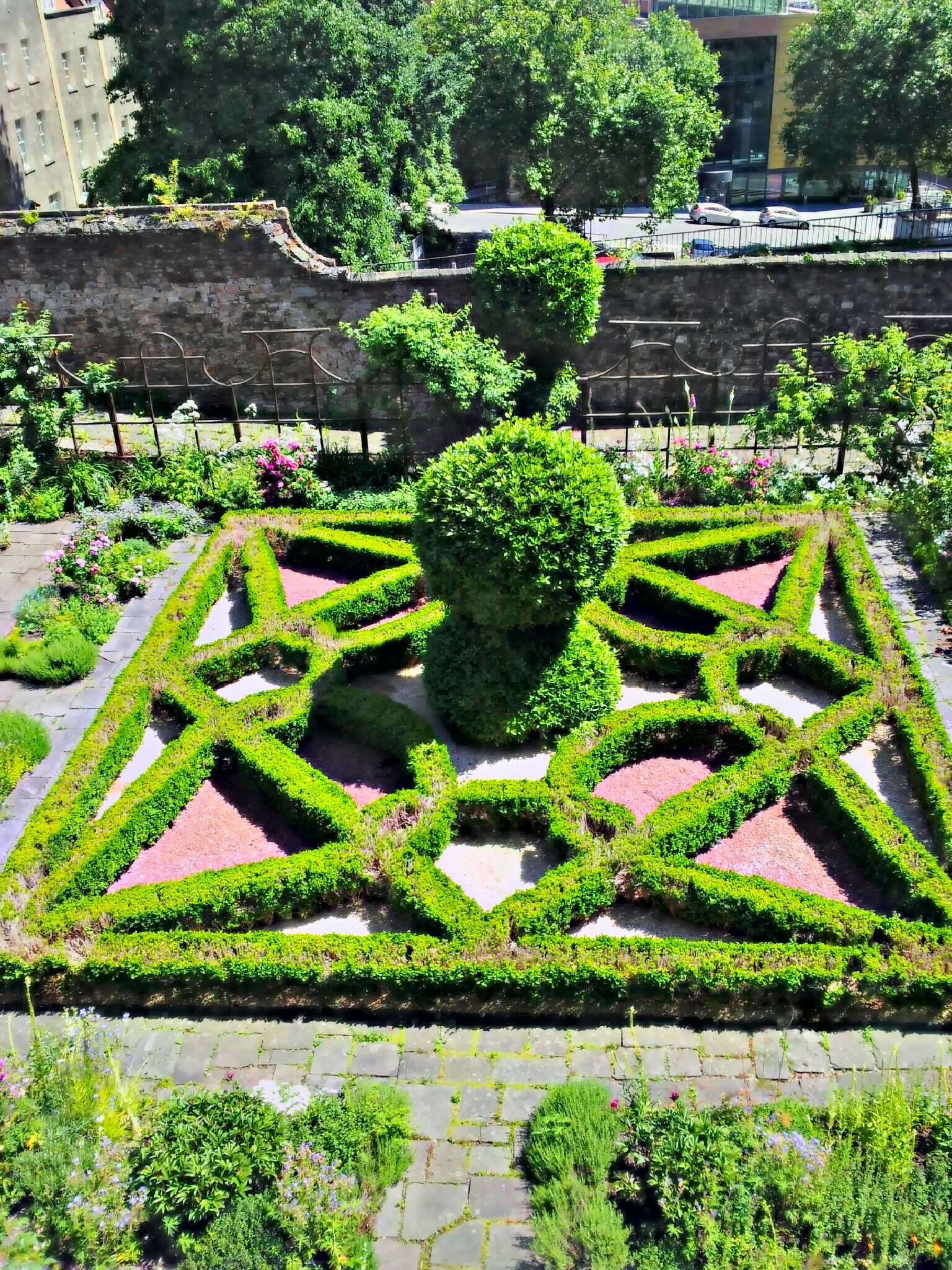
]